# Yubeshi
Yubeshi é um tipo de wagashi (tipo de doce japonês). Ele pode ser encontrado em diversas variações de sabor e de forma, a mais comum sendo feita a partir de nozes e frutas cítricas japonesas (geralmente yuzu), e podem ser de formato redondo ou quadrado. No entanto, todos os tipos de yubeshi tem uma base feita a partir de arroz glutinoso ou farinha de arroz, açúcar (ou sal) e molho de soja. O processo de produção do doce é extremamente dispendioso, podendo durar até seis meses.
Existem versões do doce produzidas a partir de nozes comuns ou missô (pasta feita a partir de soja, arroz e cevada fermentados com sal).

## História
O yubeshi data do período Nara (710-794 d.C). Como na época o açúcar não era um ingrediente facilmente acessível, as primeiras versões do wagashi eram salgadas, feitas com pasta de soja e temperadas com sal. A versão doce da receita surge no período Edo, por volta do século XVIII, aparecendo em livros de receitas da época já com caráter de sobremesa.

## Produção
Um círculo é cortado na parte superior do yuzu e reservado. Com uma espátula de madeira, se retira a carne da fruta e raspa a casca interna e branca, deixando apenas a casca. A fruta é então preenchida com um recheio que pode ser de mochiko (farinha de arroz glutinoso) natural ou uma mistura tradicional de mochiko com shoyu e outras especiarias. A parte retirada do tampo da fruta é colocada de novo no lugar, e ela é cozida no vapor repetidamente, até que se torne brilhante e amarronzada e o recheio de mochi se torne inteiramente gelatinoso. Por quanto mais tempo o yubeshi for armazenado, mais dura se tornará a textura do alimento. Tanto a casca quanto o recheio são completamente comestíveis. O prato pode ser servido de diversas maneiras, cortado em finas fatias no topo de pratos de arroz, sobre saladas, ou em pratos quentes de sopa, que amaciam o yubeshi. Outras versões modernas, em vez de usarem a fruta inteira, utilizam apenas as raspas da casca do yuzu, cobrindo o recheio de arroz.